# Hery Rajaonarimampianina
Hery Rajaonarimampianina, född 6 november 1958 i Antananarivo, Madagaskar var president i republiken Madagaskar mellan 25 januari 2014 och 7 september 2018.